# Double Fantasy
A Double Fantasy John Lennon Yoko Onóval közös albuma. Ötévi háztartásbeli lét után, 1980. november 17-én jelent meg. Először a frissen létrehozott Geffen Records adta ki, de ma már – hasonlóan Lennon többi albumához – az EMI kiadásában kapható. Ez volt Lennon utolsó albuma, mely életében megjelent, három héttel halála előtt.
1975-ben, Sean nevű fia születése után Lennon felhagyott a zenéléssel, hogy minden idejét második fiának szentelhesse és helyrehozza kapcsolatát első fiával, Juliannel. Emellett persze rengeteg szabadideje volt, ami addig meglehetősen ritka volt. 1980 nyarán Lennon és Ono elérkezettnek látta az időt, hogy újraindítsák karrierjüket, ezért ismét dalokat kezdtek írni.
Jack Douglasnek, az Aerosmith producerének a segítségével több tucatnyi dalt vettek fel, amiből még egy következő albumra is maradt. Már elkezdődtek a Milk and Honey című album munkálatai, amikor Lennont meggyilkolták.
Miután öt évig alig zenélt (néha otthon felvett egy demót), Lennon tele volt kreativitással. Azt mondta, sosem volt annyira elégedett magával, mint akkor; ezt "Life Begins at 40" (40 évnél kezdődik az élet) című dala is alátámasztja. Magabiztossága és családja iránti szeretete tökéletesen érezhető a "(Just Like) Starting Over", a "Beautiful Boy (Darling Boy)" és a "Woman" című dalokban.

## Az album dalai
1. "(Just Like) Starting Over" (John Lennon) – 3:56
2. "Kiss Kiss Kiss" (Yoko Ono) – 2:41
3. "Cleanup Time" (John Lennon) – 2:58
4. "Give Me Something" (Yoko Ono) – 1:35
5. "I'm Losing You" (John Lennon) – 3:57
6. "I'm Moving On" (Yoko Ono) – 2:20
7. "Beautiful Boy (Darling Boy)" (John Lennon) – 4:02
8. "Watching the Wheels" (John Lennon) – 4:00
9. "I'm Your Angel" (Yoko Ono) – 3:08
10. "Woman" (John Lennon) – 3:32
11. "Beautiful Boys" (Yoko Ono) – 2:55
12. "Dear Yoko" (John Lennon) – 2:34
13. "Every Man Has a Woman Who Loves Him" (Yoko Ono) – 4:02
14. "Hard Times Are Over" (Yoko Ono) – 3:20
15. "Help Me to Help Myself" (John Lennon)
16. "Walking on Thin Ice" (Yoko Ono)
17. "Central Park Stroll (Dialogue)"

## Közreműködők
Az Amerikai Egyesült Államokban 1980-ban kiadott GHS 2001 lemezszámú LP-n:
- John Lennon – ének, gitár
- Yoko Ono – ének
- Earl Slick, Hugh McCracken – gitár
- Tony Levin – basszusgitár
- George Small – billentyűs hangszerek
- Andy Newmark – dob
- Arthur Jenkins, jr – ütősök
- Ed Walsh – Oberheim szintetizátor
- Michelle Simpson, Cassandra Wooten, Sheryl Mason Jacks, Eric Troyer, Benny Cummings – vokál
- Robert Greenidge – acéldob
- Matthew Cunningham – cimbalom
- Randy Stein – angol koncertina
- Hovard Johnson, Grant Hungerford, John Parran, Seldon Powell, George "Young" Opalsky, Roger Rosenberg, David Tofany, Ronald Tooley – kürt

Az 1980. november 17-én Angliában kiadott albumon (lemezszám: Geffen K 99131):
- John Lennon – ének, gitár
- Yoko Ono – ének
- Ear Slick, Hugh McCracken, Tony Levin, George Small, Andi Newmark, Arthur Jenkins – gitár
- Ed Walsh, Robert Greenlidge – billentyűs hangszerek
- Matthew Cunningham – ütőhangszerek